# Newington (New Hampshire)

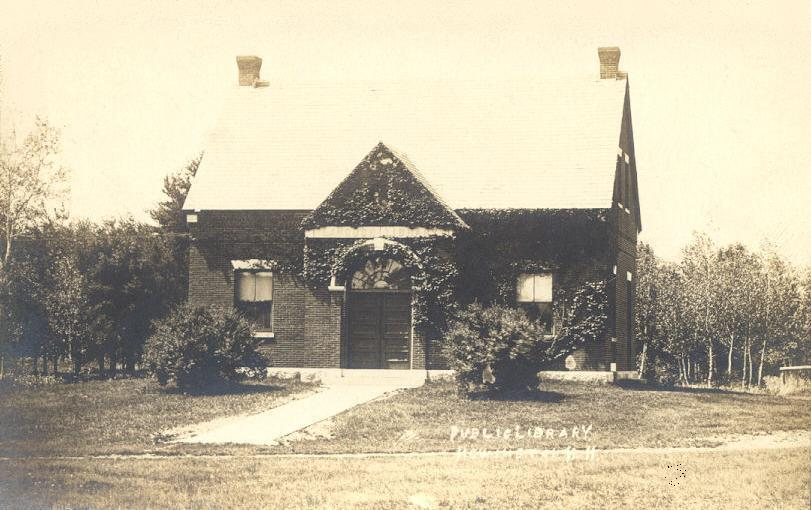
Biblioteca Langdon em Newington c. 1910.

Newington é uma cidade no condado de Rockingham, New Hampshire, Estados Unidos. A população era de 753 no censo de 2010. É delimitada a oeste por Great Bay, a noroeste por Little Bay e a nordeste pelo rio Piscataqua. É onde fica localizado o Aeroporto Internacional de Portsmouth em Pease (antiga Base da Força Aérea de Pease) e da Guarda Nacional de New Hampshire. O Newington Center Historic District, com 110 acres (45 ha), está listado no National Register of Historic Places.